# Thaiderces zuichun
Espèce
Thaiderces zuichun est une espèce d'araignées aranéomorphes de la famille des Psilodercidae.

## Distribution
Cette espèce est endémique de la province de Satun en Thaïlande,. Elle se rencontre dans une grotte à Thung Wa.

## Description
La femelle holotype mesure 1,58 mm.

## Publication originale
- Chang & Li, 2019 : Fourteen new species of the spider genus Thaiderces from Southeast Asia (Araneae, Psilodercidae). ZooKeys, no 869, p. 103-146 (texte intégral).